# Grotte Notre-Dame de Lourdes (Jette)
50° 52′ 33″ N, 4° 20′ 14″ E

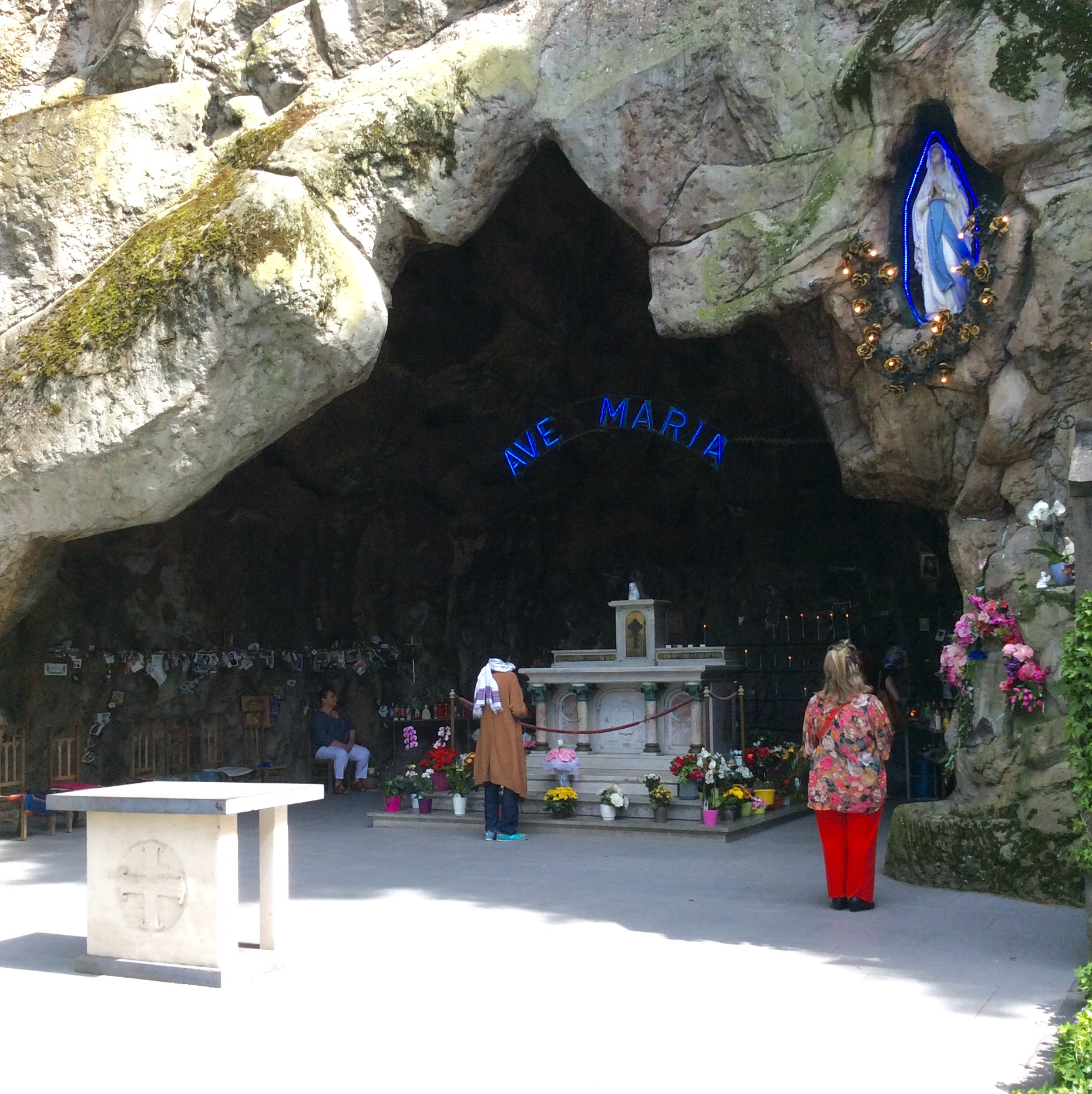
La grotte Notre-Dame de Lourdes, à Jette (Bruxelles)

La Grotte Notre-Dame de Lourdes à Jette est un lieu de pèlerinage lié au culte catholique créé en 1915. Situé rue Léopold Ier 296, il se compose d'une chapelle, d'une réplique de la célèbre grotte de Lourdes avec esplanade de prière, et d'un jardin boisé avec niches où sont illustrés les différents mystères du rosaire et les 14 stations du Chemin de croix. Le rocher est surmonté par un calvaire de six mètres de haut portant un Christ en bronze, œuvre du sculpteur et médailleur Marcel Rau.
Ce lieu rassemble quotidiennement plusieurs dizaines de pèlerins.

## Histoire
Au début du XXe siècle, des répliques de la grotte de Lourdes ont fleuri dans toute l'Europe, en Belgique, à Bruxelles compris. La paroisse Notre-Dame de Lourdes, à Jette, une commune du nord-ouest de la région bruxelloise, fut érigée en 1913 par l’archevêque de Malines, le cardinal Mercier. L'abbé Swalus en fut le premier curé.
La grotte de grande dimension a été construite par l’entrepreneur Grégoire. La construction rocheuse est le travail de l'entrepreneur Moens et fils. Elle est financée en partie par Albert 1er et son épouse Élisabeth. 
Le lundi 5 avril 1915, jour de Pâques, les Frères mineurs Récollets accompagnent 4.000 pèlerins venus invoquer la Vierge Marie en faveur des soldats engagés dans la Première Guerre mondiale.
Elle est inaugurée le jour de l'Assomption, 15 août 1915 par le cardinal Mercier, en présence de plus de 20.000 pèlerins.
Une baisse de fréquentation dans les années 1970-1980 menace le site de fermeture, mais en 1988, l'association des Amis du Domaine marial de la Grotte se constitue pour défendre le site et y promouvoir le culte marial. L’organisation et l’entretien de la Grotte et du domaine sont entièrement pris en charge par des bénévoles.
La chapelle d'origine, devenue trop petite pour le nombre de catholiques de ce quartier en pleine expansion, la première pierre d'une nouvelle église est posée le 9 mai 1948. Ce n'est toutefois que le 10 octobre 1954 qu'elle sera inaugurée par Mgr Léon-Joseph Suenens, évêque auxiliaire de Malines. Dédiée à Notre-Dame de Lourdes l’église se trouve à l'extrémité de la rue éponyme, en bordure de l'avenue Charles Woeste.
En 1982, certaines autorités civiles mais aussi ecclésiales envisagent de fermer ce site marial. Il a fallu la détermination du comité des Amis de la Grotte qui a accepté de prendre en mains à la fois la gestion temporelle et spirituelle du site pour éviter qu’il n’en soit pas ainsi.
Le domaine sacré est ouvert au public tous les jours et les visiteurs peuvent s'y promener, prier et méditer. Dans la grotte, vous trouverez de nombreux ex-voto tels que des notes manuscrites, des photos d'identité, des croix ou des signes de remerciement. Les grandes heures du domaine sont le mois de mai et l'Assomption en août.